# C.J. Harris
Calvin Dorsey Harris Jr. (ur. 19 lutego 1991 w Winston-Salem) – amerykański koszykarz, występujący na pozycjach rozgrywającego oraz rzucającego obrońcy, obecnie zawodnik Hapoelu Unet Holon.
W 2013 roku reprezentował barwy Denver Nuggets podczas letniej ligi NBA.
13 lipca 2015 roku podpisał umowę z Rosą Radom.
30 lipca 2018 został zawodnikiem francuskiego Élan Béarnais Pau-Lacq-Orthez.
27 sierpnia 2019 dołączył do chińskiego Guangzhou Long-Lions.
21 stycznia 2020 zawarł kontrakt z tureckim Turk Telekom Ankara. 6 sierpnia został graczem izraelskiego Hapoelu Unet Holon.

## Osiągnięcia
Stan na 6 sierpnia 2020, na podstawie, o ile nie zaznaczono inaczej.
NCAA
- Uczestnik turnieju NCAA (2010)
- Zaliczony do składów:
  - I składu pierwszoroczniaków konferencji Atlantic Coast (ACC – 2010)
  - III składu ACC (2012, 2013)
  - ACC Academic Honor Roll (2010)
- 2-krotny lider konferencji ACC w skuteczności rzutów wolnych (2012 – 94.7%, 2013 – 84,7%)

Drużynowe
- Mistrz:
  - Łotwy (2015)
  - I ligi tureckiej (2017 – II klasa rozgrywkowa w Turcji)
- Wicemistrz Polski (2016)[8]
- Zdobywca Pucharu Polski (2016)[9]
- Finalista Superpucharu Polski (2015)[10]

Indywidualne
(* – nagrody przyznane przez eurobasket.com)
- MVP:
  - Pucharu Polski (2016)[11]
  - kolejki PLK – 4. kolejka sezonu 2015/16[12]
- Zaliczony do:
  - I składu najlepszych zawodników zagranicznych francuskiej ligi Pro-A (2019)*
  - III składu TBL (2016 według dziennikarzy)[13]
  - składu honorable mention ligi francuskiej Pro-A (2019)*